# French-American Foundation-France
Pour les articles homonymes, voir FAF.
La French-American Foundation-France est une organisation qui se consacre à renforcer les liens entre la France et les États-Unis.
Fondée en 1976, elle se donne pour objectif d'encourager un dialogue actif entre les deux pays. L'une de ses activités principales est l'organisation de séminaires pour des jeunes dirigeants (Young Leaders) français et américains issus de la politique, de la finance ou de la presse « à fort potentiel de leadership et appelés à jouer un rôle important dans leur pays et dans les relations franco-américaines. » Ces séminaires sont un des instruments du soft power américain.

## Histoire
En 1975, plusieurs personnalités politiques, universitaires et économiques décidèrent de créer un environnement d'échanges et de débats afin d’approfondir la relation entre la France et les États-Unis, et ce notamment dans une situation marquée par une certaine animosité dans les relations franco-américaines (avec le choc pétrolier, la trop grande importance du dollar et des désaccords géopolitiques). La naissance de la French-American Foundation fut officialisée en 1976 à Washington par les présidents Valéry Giscard d’Estaing et Gerald Ford, lors des célébrations du bicentenaire de la déclaration d’indépendance américaine. Ses fondateurs sont officiellement Alain Chevalier, Olivier Chevrillon, Philippe Dennery, Jean-Louis Gergorin, Pierre de Gunzburg, Serge Hurtig, Pierre Jouven, James G. Lowenstein, David McGovern, Thierry de Montbrial, Pierre Tabatoni et Nicholas Wahl.
Le premier programme d’envergure, le programme Young Leaders, voit le jour cinq ans plus tard, en 1981.
D’autres programmes suivirent ensuite, avec la création des Jeunes Espoirs[réf. nécessaire], le forum Cyber Security and the Law, l'adaptation en France du Translation Prize, et, dès 2011, la création d'un rendez-vous mensuel, le French-American Breakfast qui réunit une centaine de personnes autour d'un invité d'honneur venant partager sa vision des relations entre la France et les États-Unis.

### France China Foundation
En 2012 est créée la France China Foundation (FCF), institution franco-chinoise suivant le même modèle : son comité stratégique est composé en 2017 de personnalités influentes comme Jean-Paul Agon, Jacques Attali, Laurent Fabius ou encore, Olivier Véran, Jean-Jacques Annaud. L'Opinion la présente alors comme étant « familière de l’Élysée ». En 2015, 4 jeunes des Franco British Connections, avec le soutien des ambassades, lancent aussi une promotion annuelle de Franco British Young Leaders  opéré depuis 2017 par le Conseil franco-britannique ; en 2019 relance d'un programme Young Leaders pour la French-African Foundation.

## Young Leaders
Plus de 400 dirigeants issus du monde de la haute fonction publique, de l’entreprise, des médias, de l’armée et de la recherche ont bénéficié du programme Young Leaders depuis sa mise en place en 1981.

### Processus de sélection
Tous les ans, un jury en France et aux États-Unis sélectionne vingt Français et Américains à partir d'une liste de plusieurs centaines de noms de personnes entre 30 et 40 ans vouées à occuper une position de premier plan dans leur domaine, et appelées à jouer un rôle important dans la relation entre les deux pays. Les élus participent ensuite à deux séminaires de cinq jours chacun, répartis sur deux années consécutives — alternativement en France et aux États-Unis — afin d’échanger des réflexions sur des thèmes d’intérêt commun et de tisser des liens forts et durables.

### Young Leadersfrançais
Côté français, on trouve parmi ceux-ci (date d'admission entre parenthèses) :
- Julien Aubert (2013, haut-fonctionnaire et homme politique)
- Bertrand Badré (2002, homme d'affaires)
- Jérôme Batout (2018, philosophe, économiste et conseiller de personnalités)
- Antonin Baudry (2015, auteur et réalisateur)
- Karol Beffa (2005, compositeur et pianiste
- Pascal Boniface (président de l'IRIS)
- Henri de Castries (1994, président du directoire du groupe Axa)[9]
- Emmanuel Chain (1999, journaliste)
- Marina Chiche[11] (2020, violoniste et productrice sur France Musique)
- Jérôme Clément (1982, président d’ARTE)
- Laurent Cohen-Tanugi (1996, ancien vice-président de Sanofi-Synthélabo)[9]
- Annick Cojean (2000, journaliste au Monde)
- Jean-Marie Colombani (1983, fondateur de Slate et ancien directeur du Monde)
- Matthieu Croissandeau (2002, rédacteur en chef adjoint du Nouvel Observateur)
- Nicolas Dupont-Aignan (2001, président de Debout la France)
- Matthias Fekl (2013, ministre de l'Intérieur en 2017)
- Jean-Louis Gergorin (1994)
- Nicolas Gaume (1999, PDG de Mimesis Republic et président du Syndicat national du jeu vidéo)
- Bernard Guetta (1981, journaliste à France Inter)
- François Hollande (1996, président de la République française)[9]
- Stéphane Israël (2012, directeur de cabinet d'Arnaud Montebourg puis PDG d'Arianespace)
- Erik Izraelewicz (1994, directeur du Monde)
- Jean-Marc Jancovici (2002, ingénieur consultant pour l'ADEME, vulgarisateur dans les médias des questions énergétiques)
- Jean-Noël Jeanneney (1983, président de la Bibliothèque nationale de France)
- Laurent Joffrin (1994, PDG de Libération)
- Alain Juppé (1981, ancien Premier ministre, ancien député, ancien maire de Bordeaux)[9]
- Sylvie Kauffmann (1998, journaliste au Monde)
- Yves de Kerdrel (2005, éditorialiste au Figaro)
- Nathalie Kosciusko-Morizet (2005, ancien ministre de l'Écologie, du Développement durable, des Transports et du Logement)
- Pierre Kosciusko-Morizet (2009, fondateur de PriceMinister)[9]
- Marie Lajus (2006, préfète déléguée pour l'égalité des chances)
- Anne Lauvergeon (1996, ancienne présidente d’AREVA)
- Philippe Le Corre (2005, professeur à Sciences Po et à l'IRIS)
- Frédéric Lemoine (2007, directeur du groupe Wendel, à ce titre administrateur de Saint-Gobain)
- François Léotard (1981, ancien ministre de la Défense)[9]
- Bruno Le Roux (1998, député depuis 1997 et président du groupe socialiste à l'Assemblée de 2012 à 2016, ancien ministre de l'intérieur)
- Emmanuel Macron (2012, ministre de l'Économie, de l'Industrie et du Numérique, président de la République française)[9]
- Pierre Mariani (1996, directeur de cabinet de Nicolas Sarkozy de 1993 à 1995, puis responsable à BNP Paribas et enfin dirigeant de Dexia)
- Alain Mérieux (1982, fondateur de bioMérieux)
- Alain Minc (1981, conseiller politique, économiste, essayiste et dirigeant d'entreprise)
- Arnaud Montebourg (2000, ancien ministre de l'Économie)[9]
- Aquilino Morelle (1998, ancien conseiller politique au cabinet du président de la République François Hollande)[9]
- Pierre Moscovici (1996, ministre de l'Économie et des Finances)
- Philippe Naudet (2013, commandant du sous-marin nucléaire d'attaque Améthyste)
- Olivier Nora (1995, ancien président des éditions Fayard)
- Christine Ockrent (1983, journaliste)
- Denis Olivennes (1996, ancien président d'Europe 1)
- Valérie Pécresse (2002), Présidente de la Région Île de France[9]
- Fleur Pellerin (2012)[9]
- Édouard Philippe (2011-2012, Premier ministre depuis le 15 mai 2017)[9]
- Matthieu Pigasse (2005, homme d'affaires)[9]
- Marc Ramanantsoa (2015, homme d'affaires)
- Éric Raoult (1994, ancien député et ancien ministre)
- Alain Richard (1981, ministre de la Défense tout le long du gouvernement Jospin)
- Pierre Richard (1984, fondateur et président de Dexia de 1987 à 2008)
- Pascal Riché (2000, cofondateur de Rue89)
- Guy Sorman (1982-1984, essayiste libéral)
- Jacques Toubon (1983, ancien député UMP)
- Marisol Touraine (1998, ancienne ministre des Affaires sociales et de la Santé)
- Najat Vallaud-Belkacem (2006, ancienne ministre de l'éducation nationale)[9]
- Laurent Vigier (2010-2011, PDG de la branche internationale de la Caisse des dépôts et consignations)
- Cédric Villani (2012-2013, médaillé Fields, en tant que membre d'EuropaNova)[9]
- Laurent Wauquiez (2006, président du conseil régional d'Auvergne-Rhône-Alpes)[9]

Côté américain :
- Hillary Clinton (1983)
- Bill Clinton (1984)
- Antony Blinken (1998)
- Kevin Ryan (2003)

## Prix Washburne
Créé en 2012, le prix Washburne pour l'égalité des chances est remis à la résidence de l'ambassadeur des États-Unis en France. Une médaille à l’effigie d'Elihu B. Washburne est remise au(x) lauréat(s).

### Lauréats
- 2013 : Worldwide Flight Services et Coca-Cola Enterprises.

## Présidence
- 1976-1981 : Pierre Jouven[12] ;
- 1982-1989 : Jacques Marchandise
- 1989-1992 : Marceau Long
- 1992-1996 : Jean Dromer
- 1996-1997 : Michel Jaoul
- 1997-2003 : Michel Garcin
- 2003-2010 : Philippe Lagayette[13]
- 2010-2015 : Jean-Luc Allavena
- 2015-2018 : Arnaud de Puyfontaine[9]
- depuis le 1er janvier 2019 : Alain Papiasse